# Stefania Giannini
Stefania Giannini (Lucca, 18 novembre 1960) è una linguista, glottologa e politica italiana, vicedirettrice dell'Unesco dal 29 marzo 2018 e ministro dell'istruzione, dell'università e della ricerca del governo Renzi dal 22 febbraio 2014 al 12 dicembre 2016.
Professoressa ordinaria di Glottologia e linguistica dal 1999, già rettrice dell'Università per Stranieri di Perugia dal 2004 al 2013, è stata coordinatrice politica di Scelta Civica.

## Biografia

### Carriera accademica
Nel 1991 è diventata professoressa associata di Glottologia e linguistica. Presso l'Università per Stranieri di Perugia ha insegnato Fonetica e fonologia dal 1992 al 1994 e  Sociolinguistica dal 1994 al 1998. Nel 1999 è diventata professoressa ordinaria nello stesso settore scientifico-disciplinare, cominciando a insegnare Linguistica generale. Ha diretto, nello stesso ateneo, il Dipartimento di Scienze del linguaggio tra il 2000 e il 2004.
Il 1º ottobre 2004 è diventata rettrice dell'Università per Stranieri di Perugia, carica che ha ricoperto fino all'aprile del 2013. Nel 2005 è diventata rappresentante per l'Italia nel Comitato di Selezione del programma Erasmus Mundus presso la Commissione Europea fino al 2009. Nello stesso anno è entrata a far parte del Tavolo Interministeriale per la cooperazione allo sviluppo presso la Direzione Generale Cooperazione allo Sviluppo del Ministero degli Affari Esteri. Dal 2006 è membro del Comitato di presidenza della conferenza dei rettori delle università italiane. Nel 2009 fece parte del Comitato di orientamento strategico per le relazioni scientifiche e culturali fra Italia e Francia.
Nel 2010 è diventata presidente della Società Italiana di Glottologia.
Dal 2016 è responsabile del settore accademico della Fondazione Italia USA e direttore del master Leadership per le relazioni internazionali e il Made in Italy promosso dalla Fondazione.

### Carriera politica
Nel 2013 è candidata in Toscana nella lista Con Monti per l'Italia alle elezioni politiche del 24 e 25 febbraio per il Senato della Repubblica, venendo eletta senatrice della XVII Legislatura per cui è segretaria del gruppo al Senato per SC. Il 16 novembre dello stesso anno, l'Assemblea di Scelta Civica la nomina nuova segretaria e coordinatrice politica del partito. È presidente della delegazione parlamentare italiana presso l'Assemblea parlamentare dell'Iniziativa Centro Europea.
Il 22 febbraio 2014 viene nominata ministro dell'istruzione, dell'università e della ricerca del governo Renzi. Il 17 aprile 2014 viene ufficialmente candidata alle elezioni europee come capolista di Scelta Europea nella Circoscrizione Italia centrale (che raccoglie le regioni Toscana, Umbria, Marche e Lazio).
La lista si ferma allo 0,7% dei voti e non ottiene alcun seggio; la stessa Giannini raccoglie solo 3 195 preferenze. A seguito del crollo elettorale, si dimette dalla carica di segretario del partito.
A febbraio 2015 insieme ad altri esponenti del partito lascia Scelta Civica per aderire al gruppo parlamentare del Partito Democratico. Non si ricandida al Senato per le elezioni politiche 2018, e nel marzo 2018 viene nominata vicedirettrice generale dell'UNESCO a Parigi, con delega all'educazione.

## Procedimenti giudiziari

### Inchiesta sui danni erariali all'Università di Perugia
Il 23 febbraio 2014 un'inchiesta del quotidiano Il Tempo riporta che a novembre il revisore dei conti dell'Università di Perugia Antonio Buccarelli, magistrato presso la Corte dei conti, aveva sollevato presso la stessa corte di Perugia il caso di mancati introiti da una locazione immobiliare destinata alla Scuola Internazionale di Cucina Italiana voluta dall'allora rettrice Giannini nel 2008, ma mai decollata, per un totale di 525 000 euro di ipotizzato danno erariale.
L'inchiesta è divenuta di rilevanza nazionale dopo i controlli della Guardia di Finanza al Rettorato il 17 marzo.
Il 6 aprile 2016 la Corte dei conti contesta ufficialmente gli addebiti al ministro Giannini che il 27 aprile 2016 viene condannata dalla Corte dei conti dell'Umbria a risarcire l'ateneo con 9000 euro.
L’azione di responsabilità amministrativa promossa dalla Procura della Corte dei conti presso la Regione Umbria nei confronti degli amministratori dell’Università per Stranieri di Perugia (della quale Stefania Giannini era all’epoca rettrice) risultava diretta a contestare la stipula di un contratto di locazione di un immobile da destinare, in parte, ad uffici amministrativi e, in parte, al centro di attività ricreative dell’ateneo. Con sentenza n. 32 del 26 aprile 2016 la competente Sezione Territoriale, pur ridimensionando sensibilmente l’entità della pretesa risarcitoria avanzata dalla pubblica accusa, ha ritenuto sovradimensionata la spesa sostenuta per il pagamento del canone di locazione passiva in quanto non tempestivamente e adeguatamente compensata dai proventi ritraibili dal programmato (e collegato) contratto di locazione attiva, rimasto privo di esecuzione fruttuosa per accadimenti successivi imprevedibili e addebitabili ad inadempimenti altrui. Avverso tale decisione tutti gli interessati hanno interposto ricorso in appello (con conseguente automatica sospensione dell’efficacia della sentenza gravata), tuttora pendente presso la Sezione centrale della Corte dei conti.

## Pubblicazioni
- Tra grammatica e pragmatica: la geminazione consonantica in latino (Giardini, Pisa 1989)
- Percorsi metalinguistici. Giuliano di Toledo e la teoria della grammatica (FrancoAngeli, Milano 1996)
- La pubblicità comparativa. Una via europea (FrancoAngeli, Milano 1999)
- Il cambiamento linguistico. Suoni, forme, costrutti, parole (Carocci editore, Roma 2003)
- La fonologia dell'interlingua. Principi e metodi di analisi (FrancoAngeli, Milano 2003)

## Onorificenze
Premio America della Fondazione Italia USA nel 2015.